# Raúl Podestá
Raúl Guillermo Podestá (Ciudad de Buenos Aires, 1899-1970) fue un pintor y escultor argentino.

## Biografía
De formación netamente autodidacta, realizó estudios con G. Moretti (reconocido maestros de maestros) en Buenos Aires a partir de 1915.
En 1919 viaja a París y asiste una temporada al taller de Fernand Cormon. Desde París frecuenta Florencia, Venecia, Roma por más de tres años.
En 1922 regresa a Buenos Aires, donde continúa perfeccionándose hasta 1924. Regresa a París, donde se instala en Neuilly recorriendo los principales museos de Francia, Italia, Noruega, Bélgica, Holanda, Alemania, Inglaterra y España. De este último país, es donde se puede apreciar influencias más notables, de los grandes pintores españoles, como José Gutiérrez-Solana.
En 1934 retorna a Buenos Aires, donde mantiene una activa participación cultural y en 1938 es nombrado Inspector de Arte de la Fundación del Gobierno Argentino en la Ciudad Universitaria de París, funciones que cumple hasta 1940, regresando a la Argentina, dados los acontecimientos de la Segunda Guerra Mundial. Una vez instalado en la Argentina, se desempeña en la actividad docente, tanto en instituciones de educación nacional, como en forma particular.
Es designado vocal de la División de Artes Plásticas, Sección Escultura, de la Comisión Honoraria de Bellas Artes de Buenas Aires.
En 1938 obtiene el 3.er. Premio de Pintura en el XXVIII Salón Nacional de Bellas Artes, por su obra "La Virgen y el Niño".
Falleció en 1970, dejando su legado a su mujer María Esther Bares Peralta.
En julio de 1997, en homenaje a su tía, María Esther Bares Peralta, su sobrina Silvia I. Tribe, realizó una exposición de la obra de Raúl Podestá en el centro cultural Dock del Plata, en Puerto Madero.

## Obras
Poseen obras de Raúl G. Podestá:
- Iglesia de San Francisco de Sales en París, Francia
- Consulado Argentino en Florencia.

En Argentina, encontramos parte de su obra en:
- Museo Nacional de Bellas Artes
- Museo de Artistas Argentinos Benito Quinquela Martín[1]
- Museo de Bellas Artes de la Boca
- Ministerio de Guerra
- Ministerio de Educación
- Consejo Deliberante de la Ciudad Autónoma de Buenos Aires
- Capilla de la Colonia Hogar "Ricardo Gutiérrez", Marcos Paz, provincia de Buenos Aires
- Iglesia del Salvador
- Asilo Materno "Santa Rosa" de Buenos Aires
- Parroquia Santísimo Sacramento en la Localidad de Tandil
- Iglesia en la ciudad balnearia de Costa del Este

Como así también colecciones privadas de Argentina, Italia, Francia, Bélgica, Holanda, Inglaterra y en los Estados Unidos.

## Exposiciones
- 1927 - Jean Charpentier Galleries - París
- 1931 - Cámara de Comercio Argentina - Francesa - París (junto a notables como Fernando Fader)
- 1934 - Witcomb - Buenos Aires
- 1958 - Vetmas - Buenos Aires
- 1964 - Hampton - Buenos Aires
- 1965 - Hampton - Buenos Aires